# Edward Sztafrowski
Edward Sztafrowski (ur. 19 września 1929 w Pińczowie, zm. 21 kwietnia 1992 w Kielcach) – polski duchowny katolicki, kanonista, doktor habilitowany, nauczyciel akademicki Akademii Teologii Katolickiej w Warszawie.

## Życiorys
Był synem Jana i Stanisławy z d. Bałazińska. W Pińczowie ukończył szkołę powszechną oraz Gimnazjum i Liceum im. Hugona Kołłątaja. W 1948 uzyskał świadectwo maturalne i wstąpił do Wyższego Seminarium Duchownego w Kielcach. W 1954 otrzymał święcenia kapłańskie z rąk biskupa Franciszka Sonika. W latach 1956–1959 odbył studia na Wydziale Prawa Kanonicznego Katolickiego Uniwersytetu Lubelskiego ukończone uzyskaniem tytułu magistra. Tam też w 1960 na podstawie napisanej pod kierunkiem Józefa Rybczyka rozprawy pt. Warunki budowy kościoła w prawie kanonicznym otrzymał stopień naukowy doktora prawa kanonicznego. W 1961 został wykładowcą w Wyższym Seminarium Duchownym w Kielcach. W 1967 został zatrudniony na Wydziale Prawa Kanonicznego ATK na stanowisku adiunkta w Katedrze Kościelnego Prawa Cywilnego. W 1973 na tym wydziale na podstawie dorobku naukowego i rozprawy pt. Kolegialne działanie biskupów na tle Vaticanum II. Studia dogmatyczno-kanoniczne nadano mu stopień doktora habilitowanego. Został profesorem ATK.
Pod jego kierunkiem stopień doktora uzyskali Jan Maciej Dyduch (1980) i Józef Wroceński (1985).

## Wybrane publikacje
- Komentarz liturgiczny do mszy niedzielnych i świątecznych. T. 5, Okres zwykły, 12–23 Niedziela (1991)
- Komentarz liturgiczny do mszy niedzielnych i świątecznych. T. 6, Okres zwykły, 24–34 Niedziela (1991)
- Komentarz liturgiczny do mszy niedzielnych i świątecznych. T. 4, Okres zwykły, 1–11 Niedziela (1990)
- Komentarz liturgiczny do mszy niedzielnych i świątecznych. T. 2, Okres Wielkiego Postu (1990)
- Komentarz liturgiczny do mszy niedzielnych i świątecznych. T. 3, Święte Triduum Paschalne i Okres Wielkanocny (1990)
- Wprowadzenie do liturgii mszy za zmarłych (1989)
- Podręcznik prawa kanonicznego. 3 (1986)
- Podręcznik prawa kanonicznego. 4 (1986)
- Podręcznik prawa kanonicznego. 1 (1985)
- Podręcznik prawa kanonicznego. 2 (1985)
- Chrześcijańskie małżeństwo: pomoce prawno-pastoralne (1985)
- Konferencje Biskupie (1984)
- Posoborowe prawodawstwo kościelne: (dokumenty prawno-liturgiczne). T. 12 z. 1–4 (oprac., 1983)
- Kuria Rzymska: studium historyczno-kanoniczne (1981)
- Posoborowe prawodawstwo kościelne: (dokumenty prawno-liturgiczne). T. 11 z. 1–2 (oprac. 1983)
- Posoborowe prawodawstwo kościelne: (dokumenty prawno-liturgiczne). T. 10 z. 1–2 (oprac. 1979)
- Współpracownicy papieża w pasterskim posługiwaniu (1979)
- Prawo kanoniczne w okresie odnowy soborowej: podręcznik dla duchowieństwa. T. 2 (1979)
- Posoborowe prawodawstwo kościelne: (dokumenty prawno-liturgiczne). T. 9 z. 1 (oprac., 1978)
- Posoborowe prawodawstwo kościelne: (dokumenty prawno-liturgiczne). T. 9 z. 2 (oprac., 1978)
- Posoborowe prawodawstwo kościelne: (dokumenty prawno-liturgiczne). T. 9 z. 3, Wykaz odpustów (ogłoszony dekretem Penitencjarii Apostolskiej 29 czerwca 1968 r.) (oprac., 1978)
- Posoborowe prawodawstwo kościelne: (dokumenty prawno-liturgiczne). T. 8 z. 1 (oprac., 1977)
- Posoborowe prawodawstwo kościelne: (dokumenty prawno-liturgiczne). T. 8 z. 2 (oprac., 1977)
- Posoborowe prawodawstwo kościelne: (dokumenty prawno-liturgiczne). T. 8 z. 3 (oprac., 1977)
- Posoborowe prawodawstwo kościelne: (dokumenty prawno-liturgiczne). T. 7 z. 1-3 (oprac., 1977)
- Współpracownicy biskupa diecezjalnego w pasterskim posługiwaniu. (Cz. 2, O duchowieństwie w szczególności) (1977)
- Prawo kanoniczne w okresie odnowy soborowej: podręcznik dla duchowieństwa. T. 1 (1976)
- Kolegialne działanie biskupów na tle Vaticanum II: studium dogmatyczno-kanoniczne (1975)
- Posoborowe prawodawstwo kościelne: (dokumenty prawno-liturgiczne). T. 6 z. 1, Instrukcja na temat pasterskiej posługi biskupów (oprac., 1975)
- Posoborowe prawodawstwo kościelne: dokumenty prawno-liturgiczne. T. 6 z. 2 (oprac., 1975)
- Posoborowe prawodawstwo kościelne: dokumenty prawno-liturgiczne. T. 6 z. 3 (oprac., 1975)
- Posoborowe prawodawstwo kościelne. T. 5, Dokumenty prawno-liturgiczne. Z. 1 (oprac. 1974)
- Posoborowe prawodawstwo kościelne. T. 5 z. 2 (oprac., 1974)
- Posoborowe prawodawstwo kościelne. T. 5 z. 3, Indeksy (oprac., 1974)
- Posoborowe prawodawstwo kościelne T. 4, Dokumenty prawno-liturgiczne. z. 2 (oprac., 1972)
- Posoborowe prawodawstwo kościelne. T. 4, Dokumenty prawno-liturgiczne. z. 3 (1972)
- Dokumenty prawno-liturgiczne. Z. 1 (oprac., 1972)
- Posoborowe prawodawstwo kościelne. T. 3, Dokumenty prawno-liturgiczne. Z. 2 (oprac., 1971)
- Posoborowe prawodawstwo kościelne. T. 3, Dokumenty prawno-liturgiczne. Z. 3 (oprac., 1971)
- Posoborowe prawodawstwo kościelne. T. 3, Dokumenty prawno-liturgiczne. Z. 1 (oprac., 1971)
- Posoborowe prawodawstwo kościelne T. 2, Dokumenty prawno-liturgiczne. Z. 1 (oprac., 1970)
- Posoborowe prawodawstwo kościelne T. 2, Dokumenty prawno-liturgiczne. Z. 2 (oprac., 1970)
- Posoborowe prawodawstwo kościelne. T. 2, z. 4, Dokumenty prawno-liturgiczne (oprac., 1970)
- Posoborowe prawodawstwo kościelne. T. 2, z. 4, Wykaz odpustów ogłoszony Dekretem Penitencjarii apostolskiej 29 VI 1968 (oprac., 1970)
- Zarys prawa kanonicznego. T. 3, Prawo rzeczowe. Z. 3, Miejsca i czasy święte (1970)
- Posoborowe prawodawstwo kościelne: za okres styczeń 1963 – czerwiec 1967 r. Z. 1 (oprac., 1969)
- Posoborowe prawodawstwo kościelne: za okres styczeń 1963 – czerwiec 1967 r. Z. 2 (oprac., 1969)
- Posoborowe prawodawstwo kościelne: za okres styczeń 1963 – czerwiec 1967 r. Z. 3 (oprac., 1969)
- Posoborowe prawodawstwo kościelne: za okres styczeń 1963 – czerwiec 1967. [T.] 1, z. 1 (oprac., 1968)
- Posoborowe prawodawstwo kościelne: za okres styczeń 1963 – czerwiec 1967. [T.] 1, z. 2 (oprac., 1968)
- Posoborowe prawodawstwo kościelne: za okres styczeń 1963 – czerwiec 1967. [T.] 1, z. 3 (oprac., 1968)
- Zarys prawa kanonicznego. T. 2, Prawo osobowe Z. 3, Współpracownicy biskupa diecezjalnego w pasterskim posługiwaniu (1968)
- Codex iuris canonici: auctoritate Ioannis Pauli PP. II promulgatus / przekł. polski zatwierdzony przez Konferencję Episkopatu ; [dokonany przez Edwarda Sztafrowskiego ; krytycznie oprac. przez Komisję nauk. Piotr Hemperek et al.] (1984)[6]